# مری (شاهرود)
مری یک روستا در ایران است که در دهستان خوارتوران شهرستان شاهرود واقع شده‌است. مری ۳۵ نفر جمعیت دارد.